# Mats Gren
Mats Gren, né le 20 décembre 1963 à Falun (Suède), est un footballeur suédois, qui évoluait au poste de défenseur au Grasshopper-Club Zurich et en équipe de Suède.
Gren a marqué un but lors de ses vingt-trois sélections avec l'équipe de Suède entre 1984 et 1992.

## Carrière de joueur
- 1982-1984 : Falu BS
- 1984-1985 : IFK Göteborg
- 1985-2000 : Grasshopper-Club Zurich

## Palmarès

### En équipe nationale
- 23 sélections et 1 but avec l'équipe de Suède entre 1984 et 1992.

### Avec le Grasshopper-Club Zurich
- Vainqueur du Championnat de Suisse de football en 1990, 1991, 1995, 1996 et 1998.
- Vainqueur de la Coupe de Suisse de football en 1988, 1989, 1990 et 1994.
- Finaliste de la Coupe des Alpes en 1987

## Carrière d'entraineur
- 2006-2007 : FC Vaduz
- 2007-2009 : Grasshopper-Club Zurich  (assistant)
- 2009-avril 2011 : Vejle BK
- depuis décembre 2011 : Jönköpings Södra IF